# MS-DOS 4.0 (Multitasking-Betriebssystem)
Multitasking MS-DOS 4.00 (Eigenschreibweise: M/T MS-DOS) ist ein 1986 und 1987 herausgegebenes Multitasking-Betriebssystem von Microsoft.
Da dieses Betriebssystem bei den OEMs nur wenig Abnehmer fand, ist es kaum verbreitet. In einigen Quellen wird dieses Betriebssystem als European MS-DOS 4.0 bezeichnet, da es vorwiegend dort in Einsatz kam. Es sollte nicht mit dem regulären IBM DOS 4.00 (bis Version 3.21 und ab Version 6.3 „PC DOS“) oder MS-DOS 4.00 sowie 4.01 verwechselt werden, welche keine Multitasking-Fähigkeiten hatten.

## Geschichte
Apricot Computers kündigte Anfang 1986 MS-DOS 4.0 an, im September des gleichen Jahres gab Microsoft eine Demonstration dieses Betriebssystems. MS-DOS 4.0 basierte auf MS-DOS 3.1 (frühere Vorabversionen auf 2.0).
Abgenommen wurde dieses System nur von einigen europäischen OEMs, unter anderem die SMT Goupil oder die International Computers Limited (ICL). IBM, der damals wichtigste Abnehmer und Richtungsgeber, bekundete kein Interesse an M/T MS-DOS. In der Folge wurde das Projekt zurückgeschraubt. Das, was den OEMs bereits versprochen worden war, wurde noch fertiggestellt. September 1987 kam eine erweiterte Version, MS-DOS 4.1, basierend auf Erweiterungen in MS-DOS 3.2. Es wurde für das ICL DRS Professional Workstation (PWS) herausgegeben. Anschließend wurde das Produkt eingestellt.
Juli 1988 kündigte IBM an, IBM DOS 4.00 auf Basis des regulären IBM DOS 3.3 zu veröffentlichen. Microsoft übernahm und erweiterte IBMs Änderungen am Quellcode des originalen DOS als Basis für eine neue Version des regulären MS-DOS und veröffentlichte dieses dann ebenfalls wieder als Version 4.00. Aufgrund eines schwerwiegenden Fehlers in der EMS-Speicherverwaltung wurde dieses jedoch schnell durch eine Version 4.01 ersetzt. Aufgrund dessen existieren heute ein M/T MS-DOS 4.00 sowie ein MS-DOS 4.00, welche beide leicht miteinander verwechselt werden können.
Es gibt mehrere Hinweise und Berichte damaliger Angestellter, dass Microsoft ihr verworfenes M/T MS-DOS als Grundlage für das später erschienene OS/2 (in seiner ersten Version ebenso ein rein textbasiertes Betriebssystem, welchem erst später die Presentation Manager-Oberfläche aufgesetzt wurde) wiederverwertet hat, welches sie – bis zur Trennung der Wege – gemeinsam mit IBM als Nachfolgebetriebssystem für IBM-DOS und MS-DOS platzierten.
2024 wurde eine frühe, laut bereitgestellter README-Datei noch auf MS-DOS 2 basierende, Vorabversion von M/T MS-DOS aus dem Jahr 1984 veröffentlicht. Laut dieser README-Datei sei auch eine Weiterentwicklung von M/T MS-DOS auf Basis von MS-DOS 3 geplant gewesen, augenscheinlich wurde dies dann bis zur finalen Version auch so umgesetzt.

## Funktionen
Abgesehen von einigen kleinen Verbesserungen, wie die Unterstützung des New-Executable-Formats, lag der Hauptschwerpunkt bei der Unterstützung des präemptiven Multitaskings. Der Protected Mode des 80386-Prozessors wurde dabei nicht genutzt, viel mehr konnten speziell darauf angepasste Programme in einem Hintergrundmodus ablaufen, sofern sie nicht E/A-Operationen tätigen mussten. Dazu lieferte das Betriebssystem einen Scheduler, der Zeitscheiben an Anwendungsprogramme vergab. Die Interprozesskommunikation lief über Pipes und Shared Memory ab. Diese Form des Multitaskings galt im Allgemeinen als für Server, weniger für Arbeitsstationen geeignet.
Die Einschränkungen von MS-DOS 3.0 blieben, so die Beschränkung auf konventionellen Speicher (die unteren 640 KiB). Dazu kam, dass Software, die vom Multitasking profitieren sollte, angepasst werden mussten.
INT 21hex/AH=87hex konnte verwendet werden, um zwischen Multitasking MS-DOS 4.x und dem regulären MS-DOS/PC DOS 4.x unterscheiden zu können.